# Hagburg
Die Hagburg ist eine mittelgroße Wallanlage bei Hürnheim nahe Nördlingen in Schwaben. Sie wird als frühmittelalterlich (8. bis 10. Jahrhundert) datiert.

## Geografische Lage
Die Befestigungsanlage liegt gegenüber der Burgruine Hochhaus auf dem nordöstlichen Eck eines bewaldeten Höhenzuges am Anfang des Kartäusertales, etwa einen Kilometer südsüdwestlich von Hürnheim.

## Geschichte
Wie bei vielen frühmittelalterlichen und älteren Wallanlagen fehlen auch hier jegliche schriftlichen und sonstigen Nachrichten zur Zeitstellung und Geschichte.
Otto Schneider (1979) und Kurt Böhner sahen in der Hagburg die „Birg“ eines karolingischen Herrenhofes, den sie im nahen Hürnheim vermuteten. Solche meist kleineren Burgen wurden nur in Notzeiten von den Bewohnern der im Tal liegenden Höfe aufgesucht. Im Kartäusertal haben sich zwei typische Beispiele auf dem Weiherberg und dem Mühlberg erhalten. 
Diese beiden Kleinburgen unterscheiden sich aber deutlich von der Hagburg. Die Größe und das aufwändige, durch Trockenmauern bewehrte Wallsystem lassen eher auf eine ungarnzeitliche Befestigung schließen.
Auf dem nahen Weiherberg ist eine riesige (ca. 10 Hektar) Ungarnschutzburg erhalten, die Hagburg könnte also durchaus ein Teil eines ungarnzeitlichen Burgensystems mit dem Weiherberg als Hauptfestung gewesen sein. Ein vergleichbares Festungssystem wird um den Rosenstein auf der Schwäbischen Alb angenommen. Der Hagburg wäre hier wohl die Funktion einer Talsperre zugekommen, sie liegt ja strategisch sehr günstig über dem Eingang des Tales.
Möglicherweise können auch die ungewöhnlich aufwändigen und tiefen Doppelgräben um die nahe Burg Niederhaus als Teil eines solchen „Burgendreiecks“ interpretiert werden.

## Beschreibung
Die annähernd dreieckige Anlage mit etwa 5500 m² Innenfläche wird durch ein dreifaches Wallgrabensystem von der Hochfläche abgetrennt.
Der bogenförmige Außenwall mit vorgelegtem, flachen Graben ist ca. 170 Meter lang und noch bis zu zwei Meter hoch erhalten. Etwa 10 Meter hinter diesem Wall wurde ein 5 bis 8 Meter breiter Graben als Annäherungshindernis ausgehoben. Als dritte Befestigungslinie folgt nach weiteren 10 bis 15 Meter nochmals ein niedriger Wallgraben.
1939 wurde die Hagburg durch Ernst Frickhinger archäologisch untersucht. In zwei Wallschnitten kamen die Reste von Trockenmauern zum Vorschein, neben hart gebrannter Keramik fanden sich einige Kleinfunde, unter anderem ein kleines, eisernes Messer.
Die steilen Abbruchkanten der Bergflanken wurden offensichtlich noch künstlich abgesteilt und teilweise durch eine schmale Berme gesichert.